# Cyberféminisme
Le mot cyberféminisme est utilisé pour décrire les activités d’une communauté féministe s’intéressant au cyberespace, à internet et aux technologies numériques. L’expression a été inventée dans les années 1990 pour décrire le travail critique, activiste, artistique et théorique de féministes sur internet et dans les technologies numériques,. S’il résiste à une définition rigoureuse, il s’attache au développement et à l’expression du féminisme dans le contexte des interactions et de l’art en ligne.

## Utilisation du terme «cyberféminisme»
Le terme « cyberféminisme » a été utilisé pour la première fois par le collectif australien VNS Matrix en 1991 dans leur « Manifeste cyberféministe pour le XXIe siècle ». Dans ce manifeste, VNS Matrix proclame le fameux « Le clitoris est un lien direct vers la matrice ». 
Julianne Pierce, membre du collectif, explique :

« Quatre jeunes filles qui s'ennuyaient ont décidé de s'amuser avec l'art et les théories féministes françaises.. en hommage à Donna Haraway, elles commencèrent à jouer avec l'idée de cyberféminisme... Commençant comme une combustion spontanée, à partir de quelques groupes en Europe, Amérique et Australie, le cyberféminisme devint un virus infectant la théorie, l'art et l'académie. »

## Historique
Carolyn Guertin (professeur à l'Université de Toronto et aujourd'hui à l'Université du Texas à Arlington) écrit que « le cyberféminisme est né simultanément en trois points différents du globe, à un instant particulier de 1992. Au Canada, Nancy Paterson, une artiste célèbre pour ses installations de haute technologie, écrit un article intitulé « Cyberféminisme » pour le site Gopher Stacy Horn Echo. En Australie, VNS Matrix (Josephine Starrs, Julianne Pierce, Francesca da Rimini et Virginia Barratt) a inventé le terme pour étiqueter ses actes féministes radicaux et son agenda viral : introduire les femmes, les fluides corporels et la conscience politique dans les espaces électroniques. La même année, Sadie Plant, une anglaise théoricienne en études culturelles, choisit ce terme pour décrire l'influence féminisante de la technologie sur la société occidentale et ses habitants. En 1997, lors de la première conférence internationale cyberféministe qui a lieu à documenta X à Cassel en Allemagne, le Old Boys Network (OBN), l'organisme qui se définit comme le pivot central de la réflexion cyberféministe, a refusé de définir l'école de pensée et rédigé en lieu et place les « 100 Anti-Thèses du Cyberféminisme » afin de refuser la fermeture ou la classification. Leurs règles sont multilingues et non restrictives, l'hypothèse sous-jacente étant qu'il ne peut y avoir de définition, parce qu'elles limiteraient ce qu'est le cyberféminisme. Leurs édits vont du lunatique « ce n'est pas un parfum » ou « pas sans caféine » à pas une « habitude », « tradition » ou « idéologie ». Le cyberféminisme « n'est pas une structure », mais il n'est pas non plus « sans connexion » et sans être « un manque », « une blessure » ou « un traumatisme », il n'est pas non plus « un espace vide ». ».
Ce sont des définitions qui n’existent qu’en opposition, tout comme la cyberculture est inextricablement interconnectée avec la culture imprimée même si elle cherche à la transcender. Le cyberféminisme est une célébration de la multiplicité.
Plus simplement, le cyberféminisme se réfère au(x) féminisme(s) appliqué(s) et/ou exécuté(s) dans le cyberespace. Il est difficile de trouver une définition écrite stricte du cyberféminisme car les cyberféministes de la première heure ont délibérément évité toute description absolue. Lors de la première conférence cyberféministe, les délégués refusèrent de le définir et publièrent ce qu’il n’était pas par le biais de 100 antithèses.
L’idée de définir, ou non, à travers plusieurs idées qui se recoupent (les antithèses) est propre aux idéaux féministes postmodernes ayant une vision du monde fluide plutôt qu’une vision binaire rigide et reflète la diversité des positions théoriques du féminisme contemporain. Les 100 antithèses vont des postulats sérieux et instructifs (« le cyberféminisme n’est pas juste une utilisation des mots sans connaissance des nombres », c'est-à-dire qu’il requiert un engagement technologique aussi bien que théorique) aux plus fantaisistes (« Cyberfeminismo es no una banana »). Il est essentiellement rédigé en anglais, mais il inclut plusieurs autres langues, en accord avec la 100e antithèse : « Le cyberféminisme n’a pas qu’un langage unique » signifiant que le mouvement est international. 
Cette combinaison entre une action sérieuse dans le monde réel mélangée à une bonne dose d’ironie et de sens de la fête est apparente dans le travail artistique de beaucoup de cyberféministes. Dans une interview pour CKLN-FM à Toronto, Carolyn Guertin définit le mouvement, de façon très lucide, comme « un moyen de redéfinir la conjonction des identités, des sexes, des corps et des technologies, plus spécifiquement quand ils sont liés à une dynamique de puissance ».
Donna Haraway est l’inspiratrice et à la genèse du cyberféminisme avec son essai de 1991 : « A Cyborg Manifesto: Science, Technology, and Socialist-Feminism in the Late Twentieth Century » publié dans son livre Simians, Cyborgs and Women: The Reinvention of Nature. Le cyberféminisme apparait en partie en réaction au « pessimisme de l’approche féministe des années 1980 qui insistait sur le caractère intrinsèquement masculin de la techno-science ». C’est un mouvement qui apparaît en opposition à la perception que les nouvelles technologies internet sont des « toys for boys » (des jouets pour garçon).
L’artiste cyberféministe Faith Wilding pense que « Pour que le féminisme soit en adéquation avec son « cyber-potentiel », il doit s’adapter pour rester en phase avec les mouvements complexes des réalités sociales et des conditions de vie. Celles-ci sont bouleversées par l’impact qu’ont les technologies de la communication et les techno-sciences sur nos existences. Et c’est au cyberféminisme d’utiliser les perspectives théoriques et les outils stratégiques du féminisme et de les coupler aux cyber-techniques afin de se battre contre le sexisme, racisme ou militarisme encodé dans le software et le hardware du Net, politisant ainsi l’environnement. ».
Pionnière en France, Nathalie Magnan crée le site cyberfeminismes.org.[réf. nécessaire]
L'utilisation du terme cyberféminisme a quasiment disparu après 2000, en partie à cause de l'éclatement de la bulle Internet qui a brisé la tendance utopique d'une grande partie de la culture numérique. Dans leur texte Cyberfeminism 2.0, Radhika Gajjala et Yeon Ju Oh affirment que le cyberféminisme au XXIe siècle a pris de nombreuses formes nouvelles et est axé sur les différents aspects de la participation des femmes en ligne : réseaux de femmes blogueuses, gameuses, fans, dans les réseaux sociaux, groupes de mères en ligne, femmes dans des pays non occidentaux...

## LeManifeste cyborg(1985)
Donna Haraway, une cyberféministe, est connue pour Manifeste cyborg : science, technologie et féminisme socialiste à la fin du XXe siècle, un essai qui a marqué les premières heures du cyberféminisme,, publié en 1985 dans la Socialist Review, puis en 1991 dans son livre Simians, Cyborgs and Women: The Reinvention of Nature. Elle y emploie la métaphore du cyborg pour expliquer que les contradictions fondamentales de la théorie féministe et identitaire devraient être conjointes au lieu d'être résolues, ainsi que la machine et l'organique dans les cyborgs. L'idée de cyborg déconstruit les binarismes de maîtrise et manque de maîtrise du corps, objet et sujet, nature et culture, dans un sens qui soit utile à la pensée féministe postmoderne.
Haraway montre à travers cette métaphore que des choses qui semblent naturelles, comme le corps humain, ne le sont pas : elles sont construites par nos idées sur elles. Cette idée a un intérêt certain pour le féminisme, dans la mesure où les femmes sont souvent réduites à des corps. C'est aussi une critique de l'essentialisme qui subvertit l'idée de naturalité et l'artificialité, le cyborg étant un être hybride.
En outre, Haraway plaide pour une « politique des affinités » contre une politique identitaire féministe, soulignant les multiplicités à l'œuvre dans le mouvement féministe (« femmes de couleur », etc.) et refusant l'idée même d'un « état féminin ».
À la fin du texte, Haraway cite l'influence d'auteurs et d'autrices de science-fiction (que l'autrice Ïan Larue nomme la « liste H ») : Octavia Butler, John Varley, Samuel Delany, Joanna Russ, James Tiptree Jr., Monique Wittig, Anne McCaffrey et Vonda McIntyre.

## Art cyberféministe
Le cyberféminisme nécessite, par sa nature même, une pratique décentrée, multiple et participative, dans laquelle coexistent de nombreuses lignes de fuite, selon Alex Galloway.
La pratique de l’art cyberféministe est inextricablement liée à la théorie cyberféministe. Les 100 antithèses précisent clairement que le cyberféminisme n’est pas qu’une théorie, car même si la théorie est extrêmement importante, le cyberféminisme nécessite la participation. En tant que membre du mouvement, le collectif Old Boy Network écrit que le cyberféminisme est « lié à des stratégies esthétiques et ironiques qui sont les outils intrinsèques d’un nouvel ordre mondial basé sur le pancapitalisme et une importance croissante du design et de l’esthétique. Il présente également de fortes connexions avec le mouvement féministe DIY (Do It Yourself), comme on peut le constater dans le texte fondateur du féminisme DIY, un mouvement populaire qui encourage la participation active, que ce soit en tant qu’individu ou petit groupe.   
À la fin des années 1990, le travail de plusieurs artistes et théoriciens cyberféministes rencontre une certaine reconnaissance, notamment VNS Matrix et son « Manifeste cyberféministe pour le XXe siècle », Faith Wilding, Nancy Paterson ou le collectif Critical Art Ensemble. Les œuvres cyberféministes les plus connues incluent How are you? et Red Flag Factory d'Olga Kisseleva et My Boyfriend Came Back From the War de Olia Lialina: parmi les premières œuvres d’art basées sur un navigateur web qui jouent avec les conventions du HTML ; Cyberflesh Girlmonster de Linda Dement, un travail hypertexte incorporant des images de parties du corps féminin et les remixant pour créer de nouvelles formes monstrueuses et belles à la fois ; et Brandon de Shu Lea Cheang, qui fut la première œuvre basée sur l’Internet commandée et présentée par le Musée Guggenheim. 
Le ralentissement de la production littéraire cyberféministe ces dernières années suggère que le mouvement a perdu de son dynamisme, cependant il a toujours sa place chez les artistes et dans leurs œuvres d’art. Des œuvres récentes ont attiré l’attention comme World of Female Avatars de Evelin Stermitz, dans lequel l’artiste a rassemblé des citations et des images de femmes du monde entier et les a affichées sur un navigateur web ; ou Many Faces of Eve de Regina Pinto.

## Objectifs du cyberféminisme
Les objectifs des artistes cyberféministes sont variés. De la même manière qu’il existe plusieurs féminismes, les artistes cyberféministes vont tirer parti de tous types d’école de pensée féministe (comme le social féminisme) puisqu’ils doivent travailler sans le soutien d’une base théorique. Cependant, Faith Wilding, dans son rapport sur la première Internationale Cyberféministe, cite plusieurs domaines dans lesquels il a été convenu que plus de recherche et de travail sont nécessaires : promotion des artistes, théoriciens et conférenciers cyberféministes, publication de théories et critiques cyberféministes, projets d’éducation cyberféministes, création de groupes de femmes ayant des professions techniques, et création de nouvelles autoreprésentations et avatars qui « perturbe et recode le sexisme qui règne habituellement dans les offres commerciales actuelles ». 
Avec l’acceptation d’Internet par le public, une croyance utopique vit le jour : dans ce nouveau territoire neutre, les utilisateurs seraient en mesure de se séparer de leurs corps sexués et d’être des androgynes égaux dans le cyberespace. La fluidité et l'ouverture qui caractériseraient l'espace numérique correspondraient avec des identités de genre flexibles. Sans surprise, cela n’a pas été le cas, et « tous les problèmes sociaux que nous connaissons dans le monde réel, auront leur équivalent dans le monde virtuel ».

## Dates marquantes du cyberféminisme
- 1985 : Donna Harraway publie Manifeste cyborg[25],[26].
- 2023 : Mathilde Saliou publie Technoféminisme, Comment le numérique aggrave les inégalités.

## Liste d'artistes et collectifs